# Canal Albert
Pour les articles homonymes, voir Albert.
Le canal Albert est un canal à grand gabarit de 130 km de long situé en Belgique. Il relie le Port autonome de Liège, situé sur la Meuse, au Port d'Anvers, situé sur l'estuaire de l'Escaut et donnant accès à la mer du Nord. Il porte ce nom en souvenir d'Albert Ier, roi des Belges.
Le canal permet, par ailleurs, d'accéder aux canaux de Lanaye, Dessel-Turnhout-Schoten, Bocholt-Herentals et Dessel-Kwaadmechelen.

## Description
Le canal Albert compte six écluses. Construit à l'origine avec un gabarit de 2 000 tonnes, il a été élargi en 1997 pour permettre le passage de bateaux de 9 000 tonnes.
La différence de hauteur étant de 56 mètres entre Liège et Anvers, on a construit six écluses triples.
- Wijnegem : 2 écluses de 136 × 16 m, 1 écluse de 200 × 24 m - Hauteur de 5,70 m
- Olen : 2 écluses de 134 × 16 m, 1 écluse de 200 × 24 m - Hauteur de 10 m
- Kwaadmechelen : 2 écluses de 136 × 16 m, 1 écluse de 200 × 24 m - Hauteur de 10 m
- Hasselt : 2 écluses de 136 × 16 m, 1 écluse de 200 × 24 m - Hauteur de 10,10 m
- Diepenbeek : 2 écluses de 136 × 16 m, 1 écluse de 200 × 24 m - Hauteur de 10,10 m
- Genk : 2 écluses de 136 × 16 m, 1 écluse de 200 × 24 m - Hauteur de 10,10 m

Au niveau de Lanaye, on trouve une liaison vers la Meuse vers Maastricht. 
- Lanaye (Ternaaien) : 2 écluses de 55 × 7,5 m, 1 écluse de 136 × 16 m - Hauteur de 13,94 m

Une nouvelle écluse quadruple de 200 × 25 m est opérationnelle depuis novembre 2015.
Il supporte un trafic de 40 millions de tonnes par an.

## Histoire
Le canal Albert est précédé du canal de Maastricht sur son tracé mosan, inauguré en 1850. Sa trop faible capacité et ses trop nombreuses écluses rendirent cependant nécessaire le creusement d'un ouvrage plus important,.
Après la Première Guerre mondiale, le canal Albert est Inscrit dans la politique de grandes réalisations à mettre en œuvre. Les travaux débutent peu avant 1930. La stratégie était de relier les sidérurgies flamandes et wallonnes aux charbonnages du Limbourg.

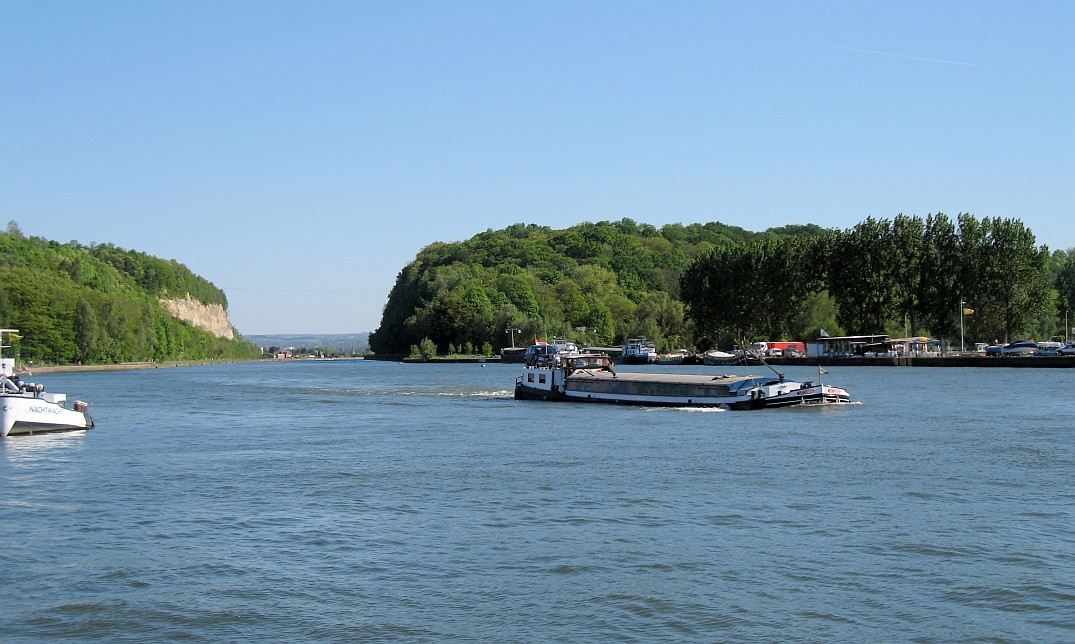
Canal à Kanne.

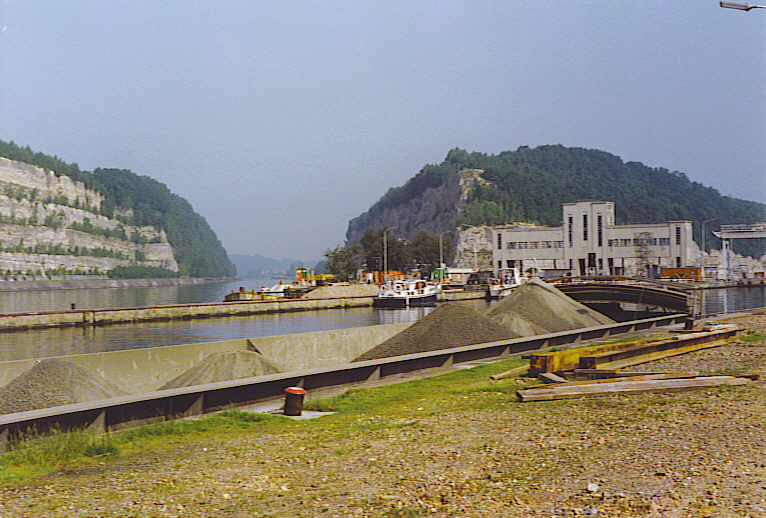
Le canal Albert au passage de la Montagne Saint-Pierre.

Le canal Albert est inauguré en grande pompe le 30 juillet 1939 à l'occasion de l'Exposition internationale de l'Eau qui s'est tenue à Liège du 20 mai au 31 août 1939. Le mémorial Albert Ier et son phare est inauguré la même année sur l'Île Monsin. Le 2 septembre, une médaille (8 cm. de diamètre) de Pierre de Soete à l'effigie du roi Albert est offerte aux réalisateurs du canal Albert par la FCCUB.

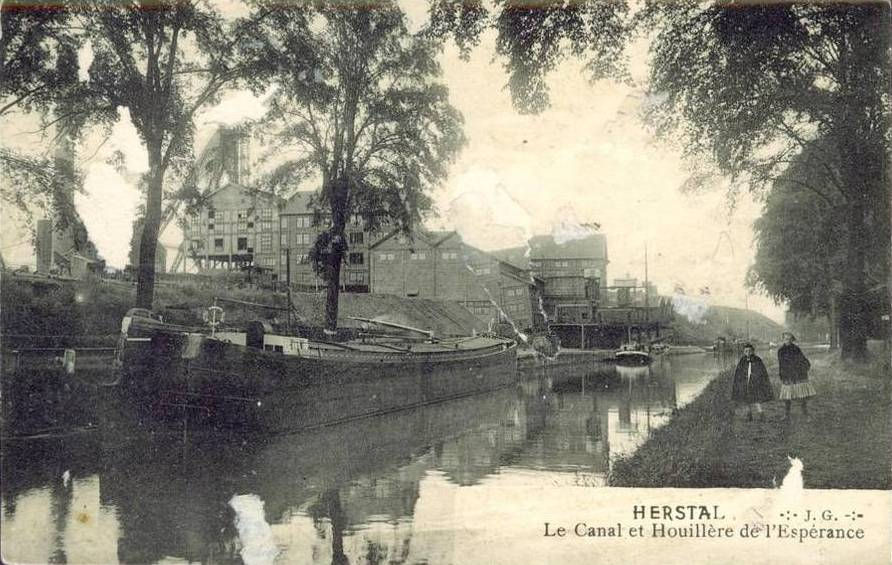
Le canal de Maastricht et l'ancien charbonnage de Bonne Espérance à Herstal, au niveau de l'actuel pont de Wandre.

Pendant la Seconde Guerre mondiale, le canal est considéré par l'armée belge comme une ligne défensive majeure en tant que fossé antichar pour arrêter une invasion allemande éventuelle.
Le 10 mai 1940, le canal est franchi en une seule journée par l'armée allemande. Pour ce faire, elle utilise des parachutistes qui s'emparent par surprise des ponts de Veldwezelt et de Vroenhoven et du fort d'Ében-Émael surplombant le canal Albert. Les troupes terrestres franchissent à leur tour le pont dans la nuit du 10 au 11 mai.
En septembre 1944, la seconde division canadienne établit un pont sur le canal pour achever de libérer le nord de la Belgique et entamer l'attaque de l'armée allemande aux Pays-Bas.

## Trafic
Chiffres à la hauteur de Lanaye (Ternaaien).
- 1987 - Tonnage: 13 100 000 tonnes - Qté navires: 33 346
- 1990 - Tonnage: 15 161 000 tonnes - Qté navires: 36 199
- 2000 - Tonnage: 22 497 000 tonnes - Qté navires: 38 976
- 2004 - Tonnage: 24 173 000 tonnes - Qté navires: 37 660
- 2005 - Tonnage: 22 151 000 tonnes - Qté navires: 34 117

## Cinéma

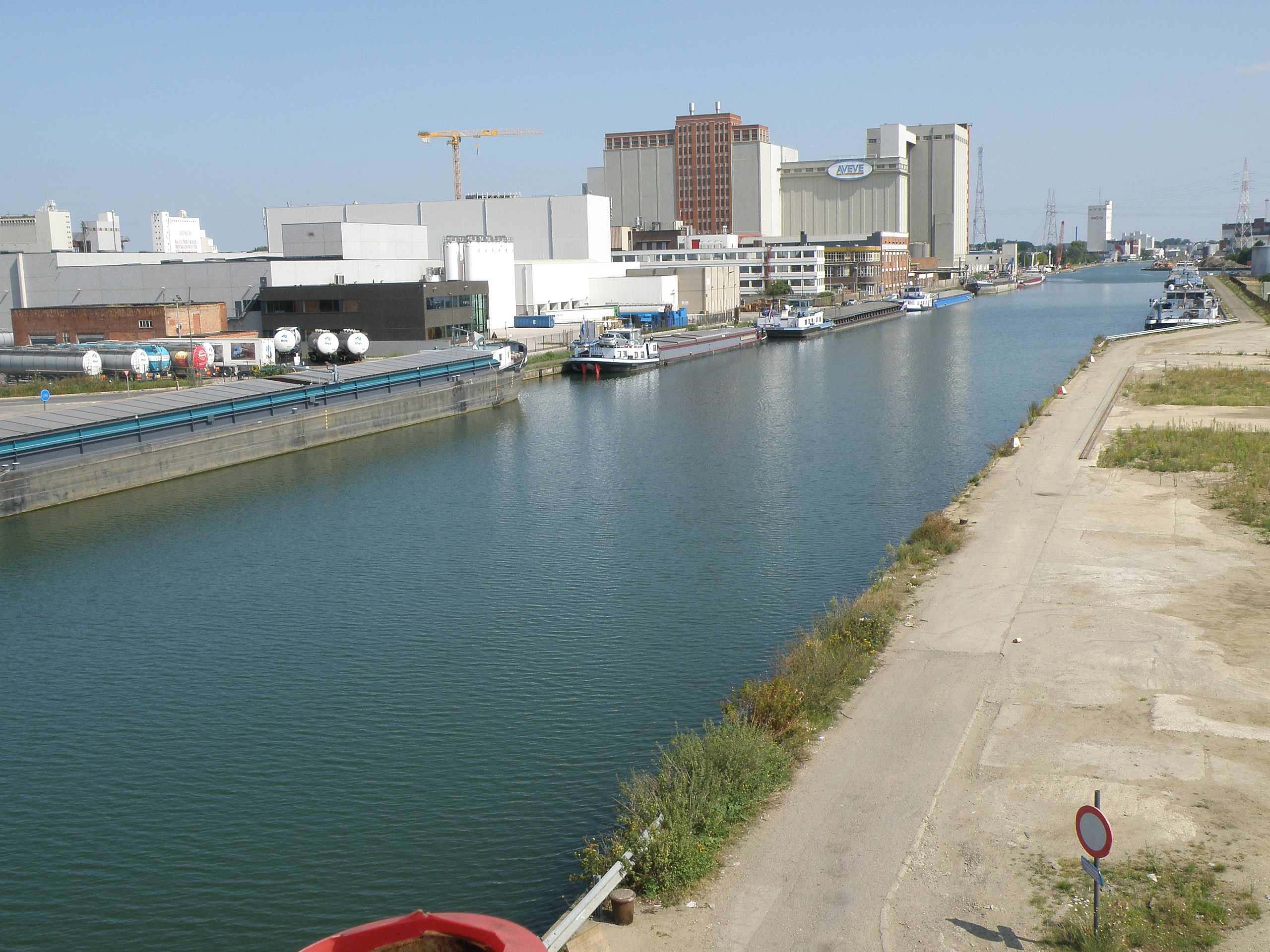
Le canal Albert dans la banlieue est d'Anvers.

- Le canal Albert (1938), 6 minutes. Documentaire réalisé par Charles Dekeukeleire, assisté par Lucien Deroisy.